# ‘En Yizre‘el
‘En Yizre‘el (hebreiska: עין יזראעל, En Yizre‘el) är en källa i Israel.   Den ligger i distriktet Norra distriktet, i den norra delen av landet.
Terrängen runt ‘En Yizre‘el är kuperad österut, men västerut är den platt. Runt ‘En Yizre‘el är det ganska tätbefolkat, med 80 invånare per kvadratkilometer. Närmaste större samhälle är ‘Afula, 7,1 km nordväst om ‘En Yizre‘el. Trakten runt ‘En Yizre‘el består till största delen av jordbruksmark.